# Hans Krüger (Politiker, 1884)

Hans Krüger

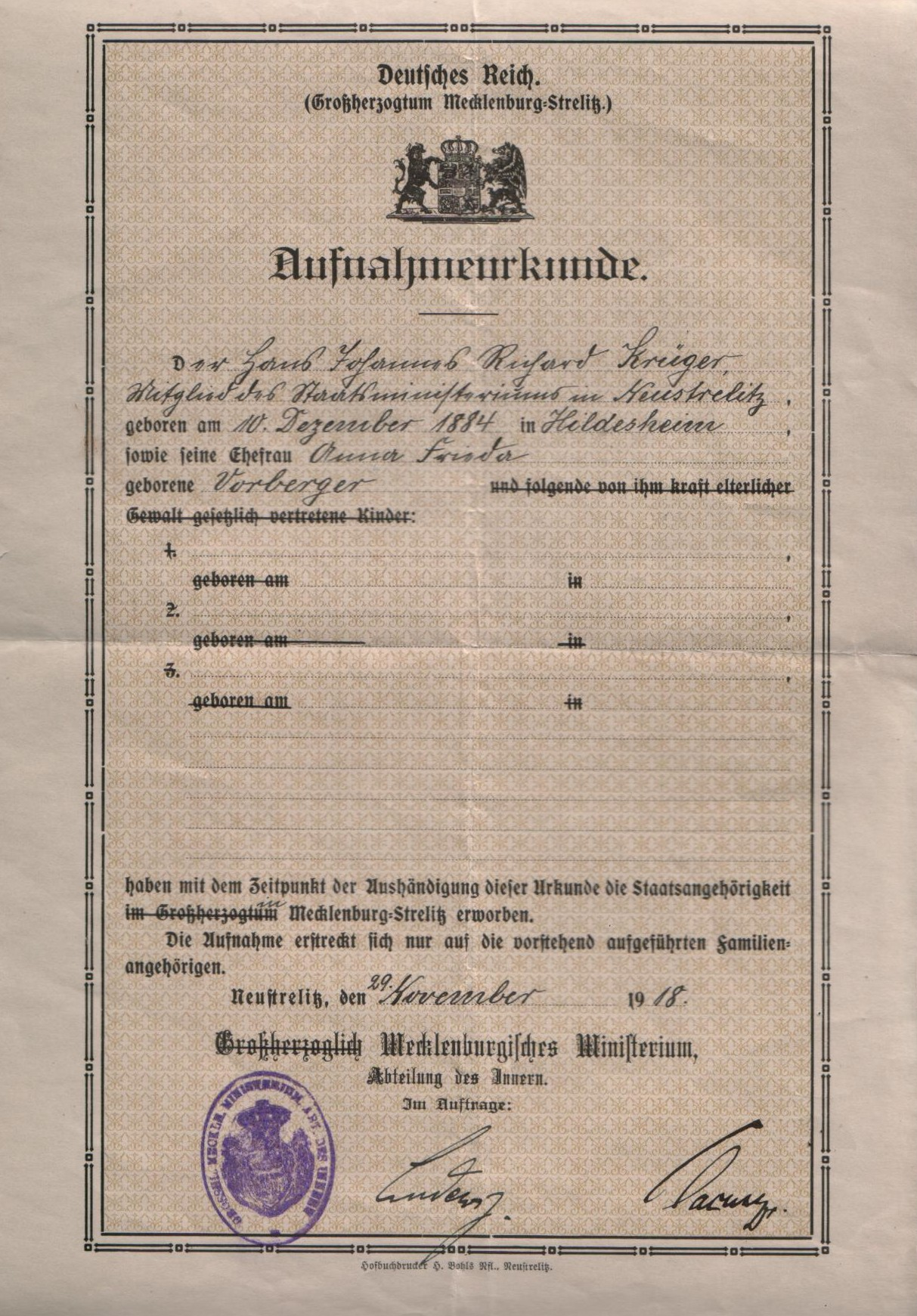
Aufnahmeurkunde für Anna und Hans Krüger als Staatsangehörige von Mecklenburg-Strelitz, 1918

Hans Krüger, eigentlich  Johannes Richard Krüger (* 10. Dezember 1884 in Hildesheim; † 9. August 1933 in Hannover) war ein deutscher Politiker der SPD.

## Leben
Nach dem Abschluss der Oberrealschule in Hannover erlernte er den Beruf des Schriftsetzers. Anschließend arbeitete er bis 1911 als Zeitungsvertreter für die Reußische Volkszeitung in Greiz sowie für die Oberfränkische Volkszeitung in Hof, anschließend bis 1913 für das Volksblatt für Anhalt in Dessau. Bereits 1903 trat er in die SPD ein.
Während des Ersten Weltkriegs wurde er im Januar 1915 zum Kriegsdienst eingezogen und im Februar 1918 schwer verwundet. Er wurde zu Beginn der Novemberrevolution Vorsitzender des Soldatenrats, wenig später führte er den Vorsitz der Landeszentrale der Arbeiter- und Soldatenräte in Mecklenburg-Strelitz. Im April 1919 war er Delegierter auf dem 2. Arbeiter- und Soldaten-Kongress in Berlin.
Seit November 1918 gehörte er der Regierung von Mecklenburg-Strelitz unter Peter Stubmann an und war Mitglied der Verfassungsgebenden Versammlung des Landtags von Mecklenburg-Strelitz, dem er auch in der 1. Wahlperiode angehörte. Von Januar 1919 bis Juni 1920 war er Mitglied der Weimarer Nationalversammlung.
Von Januar bis Mitte Oktober 1919 leitete er die Landesregierung als Vorsitzender bzw. Landeshauptmann. Anschließend war er bis Oktober 1920 Gesandter bei der Reichsregierung in Berlin und Mitglied des Reichsrats.
Wahrscheinlich wegen Auseinandersetzungen innerhalb der Landes-SPD verließ er im Herbst 1920 Mecklenburg-Strelitz und ging in die preußische Provinz Hannover. Dort war er zunächst kommissarisch, dann von Februar 1921 bis September 1926 amtlich als  Landrat des Landkreises Linden tätig. Von 1921 bis März 1928 gehörte er auch dem Provinziallandtag der Provinz Hannover an.
In den letzten Monaten seiner Amtszeit als Landrat war er beurlaubt. In dieser Zeit arbeitete er als Geschäftsführer des Verlags für Kommunalliteratur in Hannover.